# Acordo entre o Governo da República Federativa do Brasil e a Santa Sé
O Acordo entre o Governo da República Federativa do Brasil e a Santa Sé relativo ao Estatuto Jurídico da Igreja Católica no Brasil, foi firmado na Cidade do Vaticano, em 13 de novembro de 2008. Foi subscrito por Celso Amorim, Ministro das Relações Exteriores do Brasil e por D. Dominique Mamberti, Secretário para Relações com os Estados da Secretaria de Estado da Santa Sé.
Este acordo foi aprovado pelo Congresso Nacional por meio do Decreto Legislativo N.º 698, de 7 de outubro de 2009, nos termos do seu artigo 20 entrou em vigor em 10 de dezembro de 2009 e foi promulgado pelo Presidente da República através do Decreto N.º 7.107, de 11 de fevereiro de 2010.
Estiveram presentes na cerimônia de assinatura do acordo dentre outras as seguintes autoridades: o cardeal Tarcisio Bertone, secretário de Estado, e Dom Cláudio Hummes, prefeito da Congregação para o Clero, Dom Lorenzo Baldisseri, núncio apostólico no Brasil, o presidente da República do Brasil, Luiz Inácio Lula da Silva, o Ministro da Defesa brasileiro, Nelson Jobim, e a embaixadora do Brasil na Santa Sé, Vera Barroulin Machado.